# Gamle Oslo

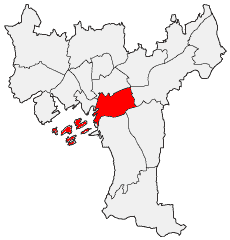
Posizione del distretto a Oslo.

Gamle Oslo (in lingua norvegese vecchia Oslo) è uno dei 15 distretti (bydeler) in cui è suddivisa la città di Oslo, in Norvegia.
Questo distretto copre una superficie di 7,45 km² e ha una popolazione di 34.410 abitanti (2004).
Vi si trova il museo Munch, il giardino botanico dell'università di Oslo e un parco con resti di edifici medievali.
Durante il periodo in cui Oslo fu chiamata Christiania, questa parte della città mantenne il nome di Oslo.
I quartieri della città che appartengono a questo distretto sono:
- Grønland
- Tøyen
- Vålerenga
- Kampen
- Gamlebyen
- Ensjø
- Etterstad
- Valle-Hovin
- Helsfyr
- Ekebergskråningen

Ad esso appartengono anche le isole dell'Oslofjord: Kavringen, Nakholmen, Lindøya, Hovedøya, Bleikøya, Gressholmen, Rambergøya, Langøyene e Heggholmen.